# Xã Greenwood, Quận Juniata, Pennsylvania
Xã Greenwood (tiếng Anh: Greenwood Township) là một xã thuộc quận Juniata, tiểu bang Pennsylvania, Hoa Kỳ. Năm 2010, dân số của xã này là 617 người.